# Germinie Lacerteux
Germinie Lacerteux è un romanzo scritto dai fratelli de Goncourt (Edmond e Jules) e pubblicato nel 1865. È considerato uno dei primi prodotti della narrativa naturalista.

## Trama
Germinie è una donna di servizio che vive una doppia vita: sinceramente affezionata alla sua padrona, è però succube dell'uomo di cui è innamorata, che la porta man mano alla rovina inducendola così a ogni genere di vizio e persino a rubare nella casa della padrona.

## Analisi dell'opera
Per gli autori il romanzo è un grande strumento d'indagine sulla società contemporanea da esplorare e documentare anche e soprattutto negli strati più umili. Il prodotto letterario e artistico deve costituire appunto un documento scientifico della realtà, tanto accurato da non trascurare il brutto, il deforme e il patologico, come affermano i Goncourt nella prefazione all'opera. Qui gli autori scrivono:"Oggi che il Romanzo si allarga ed ingrandisce, e comincia ad essere la grande forma seria, appassionata, viva, dello studio letterario e della ricerca sociale, oggi che esso diventa, attraverso l'analisi e la ricerca psicologica, la Storia morale contemporanea, oggi che il Romanzo s'è imposto gli studi e i compiti della scienza, può rivendicarne la libertà e l'indipendenza". 
Victor Hugo ne scrisse: "È implacabile come la miseria. Ha questa grande bellezza, la Verità. Voi andate a fondo: è il dovere, è anche il diritto". E Flaubert: "Quest'opera mi esalta. È forte, rude, drammatica, patetica e avvincente. Quello che più mi sembra da ammirare è la gradazione degli effetti, la progressione psicologica. È atroce dal principio alla fine, e qualche volta semplicemente sublime".

## Edizioni italiane
- Germinia Lacerteux, Pref. di Emilio Zola. Milano Emilio Quadrio 1882
- Germinia, Collana I Romanzi dell'Iride n.6, Milano, S.A. Elit, 1933.
- Le due vite di Germinia Lacerteaux, traduzione di Oreste Del Buono, BUR, Milano, Rizzoli, 1951. - Milano, CDE, 1971.
- Germinie Lacerteaux, traduzione di Giacinta De Dominicis Jorio, Collana I Grandi della Letteratura n.95, Milano, Fratelli Fabbri Editore, 1970-1991. - Roma, Castelvecchi, 2016, ISBN 978-88-69-44671-9.
- Germinie Lacerteux, traduzione di M.C. Balocco e G. Geminiani, Collana Letterature, Novara, UTET, 2009,  p. 354, ISBN 88-02-08115-8.